# Albert Wendt (Dichter)

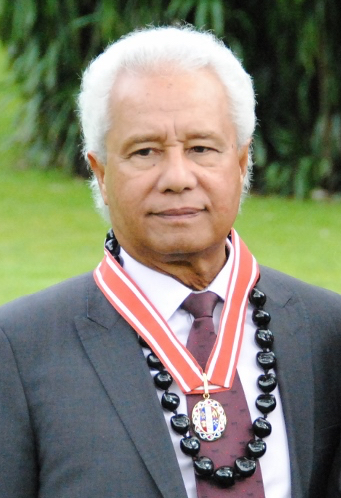
Albert Wendt, 2013

Albert Wendt, CNZM, ONZ (* 27. Oktober 1939 in Apia, Westsamoa) ist ein samoanischer Dichter, Schriftsteller und Universitätsgelehrter von großer Bedeutung für polynesische Literatur des 20. Jahrhunderts und bis in unsere Tage.

## Leben
Albert Wendt wurde in Apia, der Hauptstadt des unabhängigen Staates Samoa, als Nachfahre deutscher wie polynesischer Vorfahren geboren. Im Alter von dreizehn Jahren siedelte er nach Neuseeland über, wo er ein staatlich gefördertes Stipendium für die Highschool von New Plymouth erhielt. Nach der Schule blieb er weiterhin im Lande und erwarb einen Masterabschluss an der Victoria University of Wellington im Fachbereich Geschichte.
Gleichermaßen in Neuseeland und Samoa aufgewachsen, behielt er zeitlebens eine starke Bindung zu beiden Staaten und den jeweiligen Kulturen, was in all seinen Büchern eine Rolle spielt und ferner in seinem beruflichen Werdegang als Lehrer an diversen Colleges; zuerst in Neuseeland und im Alter von 29 Jahren auch am neu gegründeten Samoa College in Apia zusammen mit seiner Frau Jenny, einer Neuseeländerin, wo er schon bald den Posten des Rektors bekleidete.
1974 nahm er eine Anstellung als Dozent für Englisch an der University of the South Pacific an. In der Folgezeit brachte er es hier bis zum stellvertretenden Dekan.
Von 1988 bis zu seiner Emeritierung war er an der University of Auckland beschäftigt, zunächst im Fachbereich Englisch, später dann als Professor für den neu eingerichteten Lehrstuhl für Pazifikstudien, welche die Literatur der einheimischen Māori sowie des fernen Pazifiks miteinschloss. Im Jahre 1999 hatte er eine Gastprofessur in Hawaii inne.

## Schaffen
Als 1973 Sons erschien, war dies der erste Roman eines samoanischen Autors, wie Vilsoni Hereniko noch Jahrzehnte später feststellte. Der Form des Romans, der als „something European, a colonial artifact“ (etwas Europäisches, ein koloniales Überbleibsel) galt, gab Wendt einen samoanischen Anstrich, geschrieben in einem Englisch, das in den Dialogen nicht vor einem samoanischen Pidgin haltmacht. Die gelungene Verschmelzung von Mythen, Geschichte, Kultur und Politik seines polynesischen Erbes und der neuseeländischen Realität vieler Exilsamoaner und anderer „Coconuts“ in Neuseeland (und damit der neuen Welt) war das Verdienst des jungen Albert Wendt.
Es folgten viele weitere Publikationen, wobei Wendts Leaves of the Banyan tree (1979) von der Kritik am besten aufgenommen wurde. 1980 gewann er damit den Preis bei den New Zealand Book Awards. Ferner erschienen unter seiner Schirmherrschaft Anthologien und das Literaturjournal Mana an der University of South Pacific. Zahlreiche Gedichtbände, Romane, Kurzgeschichtensammlungen, ein Theaterstück und Drehbücher schlossen sich an.
Im Jahre 1993 verlieh die Université de Bourgogne in Dijon Wendt eine Ehrenprofessur für seine Bemühungen um den Kulturausgleich. Zeitweilig war er auch für das UNESCO Program on Oceanic Culturs tätig.
2012 erhielt er den Prime Minister’s Awards for Literary Achievement.
Großen Einfluss auf Wendts Schaffen hatten nach eigenem Bekunden unter anderem die Arbeiten von Albert Camus und William Faulkner.

## Schriften
- Guardians and Wards. Studie, Victoria University of Wellington, 1965[2]
- Sons for the Return Home. 1973.
- Flying Fox in a Freedom Tree: And Other Stories. 1974.
- Inside us the Dead. Poems 1961 to 1974. 1976.
- Pouliuli. 1977.
- Leaves of the Banyan Tree. 1979.
- Der Clan von Samoa. Hammer, Wuppertal 1982, ISBN 3-87294-204-2.
- The Birth and Death of the Miracle Man. 1986.
- Black Rainbow. 1992.
- Die Blätter des Banyanbaums. Zürcher Unionsverlag, Zürich 1998, ISBN 3-293-20122-9.
- The Best of Albert Wendt's Short Stories. 1999.
- The Book of the Black Star. 2002.

## Filme
- Sons for the return home, Neuseeland, 1979, Spielfilm, 117 Min., Buch und Regie: Paul Maunder
- LOOKOUT: Auckland Faa Samoa, Neuseeland, 1982, Dokumentation, 50 Min., Buch: Albert Wendt, Regie: Keith Hunter
- Samoa – Rebell zwischen 2 Welten (Flying Fox in a Freedom Tree), Neuseeland, 1989, Spielfilm, 92 Min., Buch und Regie: Martyn Sanderson